# Берёзовка (приток Сарбая)
Берёзовка — река в России, правый приток Сарбая, протекает в Кинель-Черкасском районе Самарской области. Длина реки составляет 13 км, площадь водосборного бассейна — 57,8 км².

## Описание
Берёзовка начинается к северу от села Степановка, на высоте около 160 м над уровнем моря. От истока течёт на юго-запад, но вскоре преобладающим направлением течения становится юго-восток. Между урочищем Холодный Ключ и железнодорожной станцией Сарбай впадает в Сарбай на высоте 50 м над уровнем моря.

## Данные водного реестра
По данным государственного водного реестра России относится к Нижневолжскому бассейновому округу, водохозяйственный участок реки — Большой Кинель от истока и до устья, без реки Кутулук от истока до Кутулукского гидроузла. Речной бассейн реки — Волга от верхнего Куйбышевского водохранилища до впадения в Каспий.
Код объекта в государственном водном реестре — 11010000812112100008562.